# Palivere
Palivere är en ort i Estland. Den ligger i Taebla kommun och landskapet Läänemaa, i den västra delen av landet, 70 km sydväst om huvudstaden Tallinn. Palivere ligger 60 meter över havet och antalet invånare är 968.
Terrängen runt Palivere är huvudsakligen mycket platt. Palivere ligger uppe på en höjd. Runt Palivere är det mycket glesbefolkat, med 4 invånare per kvadratkilometer. Närmaste större samhälle är Uuemõisa, 18,3 km väster om Palivere. I omgivningarna runt Palivere växer i huvudsak blandskog.